# عزبة الجوخدار
قرية عزبة الجوخدار هي إحدى القرى التابعة لمركز شبراخيت في محافظة البحيرة في جمهورية مصر العربية. حسب إحصاءات سنة 2006، بلغ إجمالي السكان في عزبة الجوخدار 241 نسمة، منهم 123 رجل و118 امرأة.